# Tours Frontenac
Pour les articles homonymes, voir Frontenac.
Vous pouvez aider à l'améliorer ou bien discuter des problèmes sur sa page de discussion.
- Son texte doit être wikifié : il ne correspond pas à la mise en forme Wikipédia (style, typographie, liens internes, liens entre les wikis, etc.). (Marqué depuis juin 2025)

Les Tours Frontenac sont un complexe immobilier locatif à but non lucratif de 780 logements mis en service en 1972 à Montréal. Initialement géré par ses promoteurs, il a la particularité d'avoir été racheté en 1981 par ses locataires et d'avoir développé au fil des années un modèle unique d'engagement et d'entraide intergénérationnelle. 

## Situation

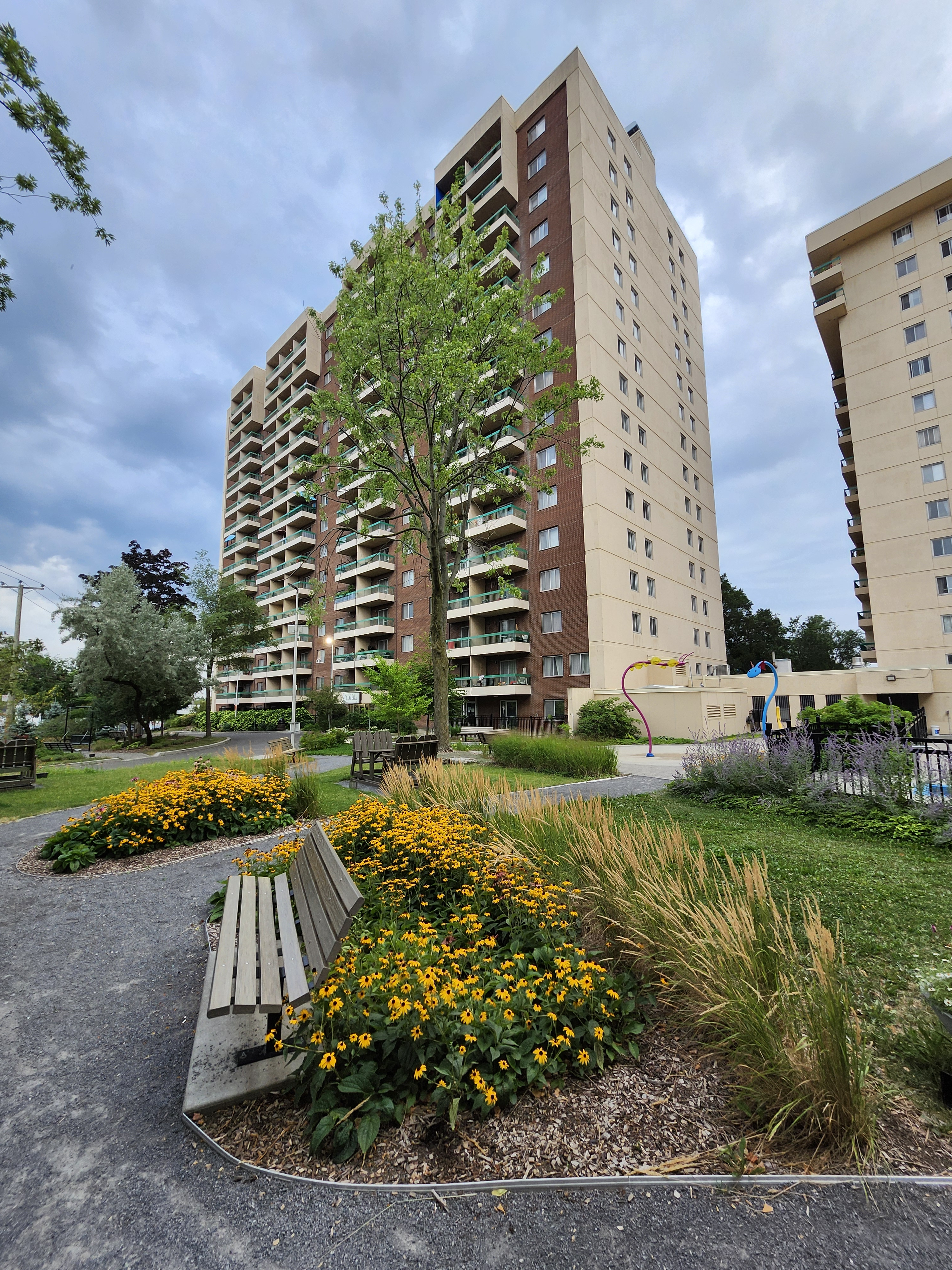
Tours Frontenac

Le complexe immobilier est formé de trois tours situées près du métro Frontenac dans le quartier Centre-Sud de Montréal : la tour Dahlia, 1755 rue Bercy (15 étages), la tour Acacia, 1850 rue Bercy (14 étages) et la tour Camélia, 1855 rue du Havre (14 étages). Les tours communiquent entre-elles et sont intégrées à un centre commercial avec restaurant. Les locataires ont accès à de nombreuses parties communes : salles, cuisine, buanderie, piscine, jardins, etc. L’environnement immédiat des tours comporte également une grande diversité d’installations publiques : Bibliothèque Frontenac et Maison de la Culture Janine Sutto, Centre Jean-Claude Malepart et sa piscine publique, Parc Médéric-Martin, jardins nourriciers, serre communautaire et marché solidaire.

## Histoire
Le projet est parti de la volonté d’implanter un complexe immobilier d’envergure associant galerie marchande et résidentiel dans l’est de Montréal, à l’extrémité qu’était autrefois la station de métro Frontenac, avant le prolongement de la ligne vers l’est au moment des Jeux olympiques d'été de 1976. De 1966 à 1976, la ligne verte du métro de Montréal s'étendait en effet de la station Frontenac à la station Atwater. Contrairement au Complexe Alexis Nihon, son jumeau à l’extrémité Atwater, la galerie marchande côté Frontenac y est définie avec la perspective de la banlieue : présence d’un immense stationnement, restauration rapide avec service au volant.
On veut constituer des banques de logements sur des terrains vacants et y loger des résidents en leur permettant de demeurer dans leur quartier au lieu de s’exiler vers l‘ouest ou vers la banlieue et libérer ainsi des maisons ou de grands logements à rénover afin de favoriser l’évolution positive du tissu urbain.
La réalisation du projet est confiée à la Société de renouvellement de l’est de Montréal (SREM), une entreprise mise sur pied en 1966 par les architectes Gagnon & Archambault, l’architecte-urbaniste Luc Durand et le financier montréalais Marc Carrière, propriétaire de Dupuis Frères. Pour cette firme, la création d’une “banque de logements”, était la condition première à la réalisation d'un vaste plan d'urbanisme et de réanimation d’un “Quartier Français ». En même temps que le projet de « Place Frontenac », qui devait comporter à l’origine jusqu’à 6 tours, la SREM développe la Place Dupuis, la Place du Cercle ainsi que les 980 logements du Village olympique. Tous ces projets sont développés grâce à du financement public fédéral.
En proposant une occupation très dense et trop homogène car définie avant tout par le coût des loyers et la petitesse des logements, ces projets sont dès le départ critiqués comme impropres à regénérer des quartiers populaires mais aussi comme contraires à l’objectif de la ville de préserver la vie, l’originalité et les caractéristiques propres de ces quartiers. Le projet déroge à plusieurs normes, particulièrement celles relatives à l'utilisation du terrain et à la taille minimale des logements. Entre l'été 1970 et l'été 1972, les négociations avec la Société canadienne d'hypothèques et de logement (SCHL) se poursuivent en même temps que les travaux de construction progressent. Le projet Place Frontenac évolue, mais dans le sens contraire des demandes d’amélioration formulées par les architectes de la SCHL. La première proposition, qui comportait six édifices pour un total de 1.500 logements et une surface totale de terrain de 410.000 pieds carrés (38.000 m²) est ramené à un projet de quatre édifices, pour un total de 1.000 logements. Le terrain est réduit à 240.000 pieds carrés (22.297 m²). Les reculs et la proportion d’aires d’agrément proposés (55 %) sont jugés insuffisants. D’autre part, les logements considérés comme assez spacieux et bien conçus sur les premiers plans, sont maintenant jugés inférieurs aux normes. Les studios de type “D” ont une superficie de 214 pieds carrés (65 m2) alors que le minimum admissible est de 240 pieds carrés (73 m2). L’agence fédérale du logement qui finance le projet à 95%, finira pourtant par accepter ces entorses aux règlements, jugeant que les aspects positifs – créer de nouveaux logements en maintenant des habitants dans leur quartier – l’emportaient sur les aspects négatifs ou critiquables. Le complexe de trois tours d'habitation, construit au coût de $11,3 millions soit $1,5 million de plus que prévu à l'origine accueille ses premiers habitants en 1972.
Entre 1972 et 1975 surtout, les tours font aussitôt l’objet de nombreuses contestations venant de locataires frustrés par des problèmes de toutes sortes y compris du vandalisme, des vols, tentatives de viol et saccages.
En avril 1975, La Société centrale d’hypothèques et de logement (SCHL) est contrainte de saisir les loyers des 784 locataires de la Place Frontenac et de retirer la gestion des tours à « Immeubles Trans-Québec », la firme des architectes Normand-C. Gagnon et Maurice Archambault. Elle aurait accumulé un déficit de 500 000 $ durant les trois premières années de l’exploitation des tours. En plus des problèmes de sécurité, les locataires se plaignent de l’absence des services et avantages qui leurs avaient été promis ainsi que de problèmes de chauffage et de climatisation. Ils craignent aussi d’avoir à payer deux fois une taxe d’eau en raison du refus de Trans-Québec de l’acquitter. À titre de prêteur, la SCHL, saisit donc les immeubles qu’elle avait subventionnés à 95% et en confie l’administration à un syndic, “Promanac Realty Services Ltd » en demandant à une firme de consultants une étude de rentabilité.
En juin 1977, et grâce au dynamisme de l’Association des résidents, il est proposé que la SCHL tente l’expérience de la cogestion des immeubles avec les locataires. À cet effet, les trois immeubles de 784 logements, habités par plus de 2,500 personnes à l’époque, sont donc acquis par la SCHL le 15 juin 1977. Le comité de gestion et de consultation est composé de trois représentants nommés par l’exécutif de l’Association des résidents; de l’avocate qui s’occupe des griefs des locataires, de deux représentants de la SCHL et enfin de deux citoyens du quartier agréés par les autres membres du comité. Cette participation de citoyens non-locataires de la Place Frontenac, s’inscrit dans un « contexte de souci social et urbain ». Le déficit de $2.6 millions accumulé depuis 1972 est effacé, une très grosse partie de cette dette étant constitué de sommes dues à la SCHL par les constructeurs et propriétaires.
En septembre 1978, les locataires de la Place Frontenac qualifient de « mauvais administrateur » la SCHL, qui a repris les rennes du complexe en juin 1977. L’ensemble immobilier est maintenant grevé d’une dette de 14 millions ce qui conduit la SCHL à demander des augmentations de loyers de 8,5%.
Après ces première décennie difficile, et la SCHL menaçant de vendre, le complexe est enfin racheté le 19 mars 1981, par la société « Gestion des trois Pignons (G3P) », une société d’habitation sans but lucratif composée de sept locataires et de cinq personnes de l’extérieur, qui en assurait la gestion depuis le 31 août 1978. Ce rachat, pour 8.078.000 $, par des locataires d’un complexe de cette importance constitue une première au Canada. Elle est aussi la transaction la plus importante jamais effectuée entre des locataires et la SCHL,,.
La transaction se fait avec l’appui d’un programme fédéral de financement du logement social, prévoyant l’octroi à l’organisme d’un prêt hypothécaire de 8,8 M $. L’accord de contribution entre la SCHL et G3P s’est terminé avec le règlement complet de l’hypothèque initiale en 2016. En 2025, les revenus de G3P proviennent à 95 % de ses loyers et G3P est également copropriétaire d’une partie du centre commercial Place Frontenac.
En 1981, G3P était formé d’un conseil d’administration de 10 membres et d’un personnel administratif permanent de 40 personnes dont 35 chargées de l’entretien de l’édifice. Une grande partie des employés habitait les tours. En 2025, le complexe, qui pourrait loger 3 000 personnes selon certains commentateurs, est occupé par près de 1300 habitants : des personnes aînées mais aussi des gens de tous les âges et origines y compris des familles.

## Abordabilité des logements
L’abordabilité des logements offerts dans ce quartier, considéré comme défavorisé, a toujours constitué un enjeu.
Au départ du projet, les conditions d’obtention du financement par la SCHL impliquait des dividendes limités pour le promoteur-propriétaire et des loyers « modérés » pour les locataires. Les salaires ne devaient pas dépasser 6000$ par an. En 1975, trois ans après la mise en service du complexe, un journaliste signale pourtant que le groupe des locataires comprend « une quantité appréciable de gens dont les salaires ne les forcent pas de fait à louer des logements normalement prévus pour des gens disposant de revenus moins élevés : Des policiers, des fonctionnaires municipaux et même des journalistes".
Cette même année, la Promanac, administratrice du complexe d'habitations depuis 1975 décide, en accord avec la SCHL, de hausser les loyers. Certains locataires consentent pendant que d’autres contestent ces hausses à la Régie des loyers. Les demandes d'augmentations se poursuivant, une partie des “gens du quartier” qui y habitent, quittent graduellement leur logements, remplacés par des locataires qui acceptant de payer des loyers beaucoup plus élevés. Si bien que le ministre des Communications, M. Pierre Juneau, obtient de la direction de la SCHL de geler temporairement ces augmentations de loyer en l’attente des résultats de l’enquête de rentabilité. Cette enquête avait été demandée par M. André Ouellette, ministre d'État aux affaires urbaines, à la suite d’une demande de l'Association des locataires du complexe. L’enquête n’aura finalement pas lieu.
Une étude du système électromécanique des tours révèle que des travaux de l’ordre de 490,000 $ s'imposent pour corriger des défectuosités de construction. Les réparations seront finalement effectuées au printemps 1976 sans que les locataires puissent en avoir le détail. Ils et elles se rendent compte qu’à la Régie, les avocats-commissaires appartiennent parfois, dans la pratique privée, au même bureau que les avocats des propriétaires. Les locataires ont le sentiment qu’on essaie constamment de combler les pertes subies par des hausses non autorisées par la Régie. Il leur semble que l’administration mise sur le fait que les locataires du début sont surtout des ouvriers et des personnes âgées qui n’osent pas se défendre. Certains des logements sont habités sur une base temporaire par des immigrants et le loyer de ces logements s'en trouve artificiellement gonflé au fil des années.
En 2025, après la reprise du complexe par l’OBNL « Gestion des trois pignons (G3P)» en 1981, le coût des loyers est considéré comme nettement sous les prix du marché, même si l’organisme n’est pas soumis aux mêmes règles, par exemple, que le logement social public (HLM) ou le logement social financé par des programmes du gouvernement du Québec. G3P reçoit également des subventions issues de programmes fédéral et provincial, qui sont transférées à 120 locataires (soit environ 15% des locataires), afin de les aider à payer leur loyer. Si quelqu’un qui gagnait 100 000 $ par année pouvait autrefois venir habiter aux Tours Frontenac même s’il s’agissait d’un logement abordable, ce n’est plus le cas aujourd’hui, G3P se fiant maintenant à la grille de revenu maximal pour un logement abordable de la Société d'Habitation du Québec (SHQ) pour fixer le revenu maximal d’un locataire.

## Un projet social
Lors du rachat du complexe en 1981, un des locataires nouveaux propriétaires du complexe, M. Gérard Gauthier, déclarait « Nos objectifs ne sont pas seulement économiques; nous essayons de rendre la vie des locataires plus intéressante, plus humaine». Marie-Hélène Gauthier, une psychosociologue, reprend avec sa sœur et ses frères le projet social imaginé par leur père Gérard Gauthier. En 2014, Normand Gauthier, alors directeur général de G3P précise : « Les surplus des loyers sont réinvestis dans de très nombreux services aux locataires pour améliorer leur qualité de vie. G3P poursuit depuis 1978 un projet social très clair, assumé par ses Services Plus: Réduire le risque d’isolement social; aider à l’autonomie; contribuer à une meilleure qualité de vie, à un meilleur pouvoir d’agir; et contrer l’exclusion. Cela à un prix «juste » par rapport au marché et ajustable grâce aux subventions pour les moins nantis ». Si les personnes aînées représentent près de 60% de la population des tours, «On n’est pas une maison de retraite, insiste Normand Gauthier. Ici, vivent des locataires de tous âges, de toutes origines, des familles, des couples, aussi bien que des gens seuls. Pas question de créer des ghettos! On vise la cohabitation réussie.»
Lieu d’appartenance pour environ 1300 résidents de tous les âges y compris des familles, les Tours Frontenac constituent un milieu de vie dans lequel l’entraide et l’engagement bénévole sont très encouragés. Près de 10% des locataires contribuent à leur communauté.
Les bénéfices de cet environnement solidaire et engageant pour le maintien de l’autonomie le plus tard possible dans la vie, ont été remarqués par de nombreux observateurs dont Janette Bertrand,.
Sur place, on compte une clinique médicale; des travailleurs sociaux et des intervenantes de milieu; un groupe de soutien pour proches aidants; une popote collective; un service de téléphone soleil donnant un coup de fil quotidien aux personnes seules qui le demandent; de l’accompagnement; une clinique ponctuelle de vaccination et d’impôt; un journal et une télé communautaires; une garderie et une grande diversité d’activités par et pour les locataires.
Loin de fonctionner en vase clos, les tours Frontenac sont en lien étroit avec le CSSS Jeanne-Mance, la bibliothèque voisine et la Maison de la culture. Elles sont aussi fortement intégrées à la vie de quartier, G3P siégeant aux différents conseils d’administration dont la Société écocitoyenne de Montréal et le Regroupement des organismes pour les aînés des Faubourgs (ROAF). La cuisine communautaire des Tours Frontenac, accueille ainsi plusieurs fois par mois différents groupes parrainés par l’organisme Rencontres cuisine, une des deux entités membres du Carrefour alimentaire Centre-Sud.
Les couloirs des tours, le jardin communautaire entretenu par une horticultrice et son jeu de pétanque, les 3 salles communautaires, la piscine, le magasin-bazar, et même le centre commercial ainsi que le restaurant Bercy tout proches, sont autant de lieu de rencontres et d’activités communes.

## Télévision communautaire etJournal des tours
En 1995, afin de favoriser la communication entre les résidents du complexe d’habitation Tours Frontenac et de les amener à participer à des projets dynamisants, Services Plus des Trois Pignons, un organisme à but non lucratif, a mis sur pied une télévision communautaire soutenue financièrement par Gestion des Trois Pignons et le câblodistributeur VDN. En 2006, le mandat de la chaîne s’est élargi progressivement afin de couvrir l’ensemble de l’île de Montréal et la région métropolitaine. La télévision communautaire Frontenac, TCFtv, constitue un précieux lieu d’apprentissage et de valorisation pour ses collaboratrices et collaborateurs bénévoles.
À TCFtv, l’émission Nouvelles du voisinage est le complément vidéo du Journal des tours, une publication interne papier ou numérique créé en 1979 par Gérard Gauthier et son épouse Madeleine Bourgoing pour informer les locataires des Tours et les inviter à participer. Cette publication, prise en charge par le personnel administratif de l’OBNL avec un comité bénévole, est toujours diffusée gratuitement  en format papier de type magazine ou en format numérique à tous les locataires. Elle sert à diffuser des informations pratiques mais aussi à mettre en valeur le travail des bénévoles.